# Ecrizotomorpha
Ecrizotomorpha is een geslacht van vliesvleugeligen uit de familie Pteromalidae. De wetenschappelijke naam van dit geslacht is voor het eerst geldig gepubliceerd in 1939 door Mani.

## Soorten
Het geslacht Ecrizotomorpha omvat de volgende soorten:
- Ecrizotomorpha alternativa (Xiao & Huang, 1999)
- Ecrizotomorpha taskhiri Mani, 1939
- Ecrizotomorpha tenkasiensis Jamal Ahmad & Shafee, 1993